# まんがタイムラブリー
『まんがタイムラブリー』は、芳文社が発行していた若年層向け4コマ誌（4コマ漫画専門雑誌）。原則として毎月13日に発売されていた。B5判、大部分の時期において中綴じであったが、初期と最終期には無線綴じの号もあった。

## 歴史
- 1993年
  - XX月XX日 - 『まんがホーム』1993年4月号増刊として創刊。当時は無線綴じであった。
  - XX月XX日 - 『まんがホーム』1993年8月号増刊として第2号発売。この号から隔月刊化。
  - XX月XX日 - 『まんがホーム』1993年10月号増刊として第3号発売。この号から中綴じとなる。
- 1994年
  - 7月16日 - 独立した雑誌として新創刊（1994年8月号）。この号から月刊化・無線綴じとなる。また、現在の通巻号数は、この号を第1号として数えられている。
  - 11月12日 - 1994年12月号発売。この号から中綴じとなる。
- 1998年6月12日 - 1998年7月号発売。この号から平綴じとなる。
- 2000年6月13日 - 2000年7月号発売。この号から中綴じとなる。
- 2009年12月12日 - 2010年1月号発売。この号から同年11月号まで、特定の作家の特集（再録含むことあり）に多めのページを割いたつくりになる。
- 2010年12月13日 - 2011年1・2月合併号発売。リニューアルに備えて全ての連載を終了（多くはまんがタイムグループ他誌に転籍）。
- 2011年
  - 2月12日 - リニューアル号となる2011年3月号を発売。無線綴じとなる。誌名ロゴを変更し、英字交じりの「まんがタイムLovely」という表記になる。
  - 6月13日 - 2011年7月号発売。リニューアル5号目となるこの号をもって休刊。

## 傾向
2011年1月売りの号を休止（前月売りの号を2011年1・2月合併号扱いと）し、翌月より笑いや起承転結の枠組みに囚われない、物語性に重点を置いたストーリー4コマ主体の誌面へリニューアルされた。その名のとおり、いわゆる「ギャグ漫画」に該当する作品が他の4コマ誌と比較して極めて少ないことが最大の特徴である。雑誌の体裁も中綴じから無線綴じへと変更され、『まんがタイムきらら』系列の読者層と同じか、あるいはそれよりもさらに若い世代に当たる漫画好きの若年層読者（10代後半 - 30代前半）にターゲットを絞った雑誌として発行されていた。
リニューアル前は、女性をターゲットに置いた誌面、作品構成がされており、ライトな恋愛をテーマに置いた作品が割合の多くを占めていた。もともと他の系列4コマ誌と比べてストーリー形式の作品が多いことも特徴のひとつであった。
かつては『ラブリー』共々『まんがタイムジャンボ』、『まんがタイムスペシャル』も同様の女性向け路線を取っていたが、2000年代中盤以降より両誌ともターゲットを『きらら』系の読者層より一回り程度高い年齢層の男性読者（主におたく第2世代中心）へと路線変更し、萌え系4コマ誌としての色合いが年を追うごとに強くなっていることから、現在では系列誌の中で唯一純粋な女性向け4コマ誌の体裁を保つ雑誌としての位置づけが長らく続いてきた。しかし実際には本誌においても『まんがタイムきらら』系各誌の影響を幾分か受けており、他誌の例に漏れず男性向け萌え系4コマ作品も掲載されていた。2000年代後半以降では男性向け4コマの色合いも次第に強くなりつつあり、男性読者も少なくない状況にあった。

## リニューアル後に掲載された作品
- あまえび書店のクララさん （岡井ハルコ、2011年3、7月号）
- うみそらノート （玉置勉強、2011年3月号 - 4月号）
- おばけの学校 （時任奏、2011年3月号 - 7月号）
- カフェは今日もにくきゅう日和 （都波みなと、2011年3月号 - 7月号）
- 帰宅部活動中! （ハラヤヒロ、2011年3月号 - 7月号、4月号休載）
- きゅうト! 〜吸血sweet〜 （よねやませつこ、2011年3月号 - 7月号）
- くるくるまきまき （珠月まや、2011年3月号 - 7月号、6月号休載）
- 恋とはどんなものかしら （四ツ原フリコ、2011年3月号 - 7月号）
- ココロ君色サクラ色 （桑原草太、2011年3月号 - 6月号）※『まんがタイムスペシャル』より転籍、『まんがタイムファミリー』に転籍、ストーリー形式
- ココロナヤミに小鶴堂 （菊谷きく子、2011年3月号 - 7月号）
- 子執事は社長の夢を見るか? （雁えりか、2011年3月号 - 7月号）
- サンタはじめました! （佐伯イチ、2011年3月号 - 7月号）
- GYMMEN! 〜ジムメン!〜 （岩城そよご、2011年3月号 - 7月号）※『まんがタイム』2011年11月号-2012年2月号にゲスト掲載、2012年3月号より連載
- 青春各駅停車 （えいと、2011年3月号 - 7月号）
- 世界で一番美しいのは誰? （木下さくら、2011年3月号 - 7月号）
- とりにてぃ （ねこたま。、2011年3月号 - 7月号、5月号休載）
- 廃墟@クロニクル （さくら真呂、2011年3月号 - 7月号）
- はじめのちひろ （HERO、2011年3月号 - 7月号）
- ひとりじめ弟イズム （内村かなめ、2011年3月号 - 6月号）
- プリズムと嘘つき （森岡倫理、2011年3月号 - 7月号）
- またたびぶ （小竹田貴弘、2011年3月号 - 4月号）
- みん☆うた （林ふみの、2011年3月号 - 7月号）
- 幽霊だから!! （慎結、2011年3月号 - 7月号）
- 君と朝まで （堤抄子、2011年4月号 - 7月号）
- 無限ループの不協和音 （葛西りいち、2011年4月号 - 5月号）
- いつか王子さまが （倉田嘘、2011年5月号 - 7月号）
- 手の中のほうれんそう （森菜すずは、2011年6月号）
- まいにちが日曜日! （田中琳、2011年6月号 - 7月号）
- 一人住まいはじめます。 （沙垣長子、2011年7月号）

## リニューアル前まで連載されていた主な作品
全て2011年1・2月合併号にて終了。連載期間の長い順に記し、移転先がある場合はそれも記載。
- サクラ町さいず（松田円、2003年1月号 - 2011年1・2月合併号）※『まんがタイム』に転籍
- あさぎちゃんクライシス!（弓長九天、2005年10月号 - 2011年1・2月合併号）
- 天使な小悪魔（芳原のぞみ、2006年3月号 - 2011年1・2月合併号）※『まんがタイムジャンボ』での並行連載と統合し、『まんがタイムオリジナル』に転籍
- うさぎのーと（師走冬子、2006年12月号 - 2011年1・2月合併号）※『まんがホーム』に転籍
- Welcome! つぼみ園（おーはしるい、2007年8月号ゲスト、2007年11月号 - 2011年1・2月合併号）※『まんがタイム』に転籍
- 夏生 ナウ プリンティング!（大乃元初奈、2008年6月号 - 2011年1・2月合併号）『まんがタイムオリジナル』に転籍
- パパロバ（胡桃ちの、2008年9月号 - 2010年12月号）※『まんがタイム』に転籍、2011年1・2月合併号は再録掲載
- だんつま（渡辺志保梨、2008年6 - 7、9 - 10、12 - 2009年1月号ゲスト、2月号 - 2011年1・2月合併号）『まんがタイムスペシャル』に転籍
- ハルの見えない望遠鏡（原作：江草天仁、作画：いべリコ、2009年6月号 - 2009年12月号、2010年3月号 - 2011年1・2月合併号）※ストーリー形式。但し2010年3月号 - 10月号の期間は4コマ形式
- 視界良好（古下えみ、2009年8月号 - 2011年1・2月合併号）※8 - 12月号はゲスト扱い
- ただいま独身中（辻灯子、2009年9月号 - 2011年1・2月合併号）※『まんがホーム』に転籍
- ごめんね、委員長!（いけだじゅん、2009年10月号 - 2011年1・2月合併号）※10月号はゲスト扱い
- 少女カフェ（板倉梓、2010年1月号 - 2011年1・2月合併号）『まんがタイムスペシャル』に転籍
- 放課後のピアニスト（十野七、2010年2月号 - 2011年1・2月合併号）※『まんがタイムスペシャル』に転籍、2 - 3月号はゲスト扱い
- 前略・ここにいます（口八丁ぐりぐら、2010年6月号 - 2011年1・2月合併号）
- この町のハテ（日路、2010年5月号 - 2011年1・2月合併号）※5 - 7月号はゲスト扱い
- 愛 my ファミリー（るうの、2010年6月号 - 2011年1・2月合併号）※6 - 8月号はゲスト扱い
- トノサマガァ〜ル→トノサマガアル（池尻エリクソン、2010年6月号 - 2011年1・2月合併号）※ゲスト扱いのまま長期にわたって掲載、2010年8月号より改題
- あねざかり（藤凪かおる、2010年7月号 - 2011年1・2月合併号）※『まんがタイムジャンボ』に転籍
- Good Job! 桜さん（名苗秋緒、2010年7月号 - 2011年1・2月合併号）※長期間ゲスト扱いのまま終了
- 勇気ほうれんそう（森菜すずは、2010年7月号 - 2011年1・2月合併号）※長期間ゲスト扱いのまま終了
- ママうた（NAL=ASK、2010年7 - 8、10月号 - 2011年1・2月合併号）※長期間ゲスト扱いのまま終了

## 過去に連載されていた主な作品
2011年1・2月合併号時点、連載開始号の古い順
- わたしひとえでーす（こだま学、1993年4月号 - 1993年8月号）
- ナオミだもん（こだま学、1993年4月号 - 1998年12月号）
- ガテンのカコちゃん（野中のばら、1993年10月号 - 2006年12月号）※1997年9月号までタイトル「ガテンで行こう」
- ぺんぎんoffice（いでえいじ、1994年4月号 - 1996年12月号）
- すーぱータムタム（小池田マヤ、1995年1月号 - 2000年1月号）
- OLパラダイス（千葉なおこ、1996年6月号 - 2002年12月号）
- 年下の男の子（小笠原朋子、1996年6月号 - 1997年7月号）
- 恋せよ乙女（なりゆきわかこ、1996年11月号 - 1997年9月号）
- 会計チーフはゆ〜うつ（おーはしるい、1997年3月号 - 2007年5月号）
- 聖ポーリア女学園（高田理美、1997年8月号 - 2002年10月号）
- とってもビーンズ（小笠原朋子、1997年8月号 - 2001年5月号）
- きまぐれ三重奏（森本みゆき、1997年9月号 - 2007年4月号）
- つなみティーブレイク（胡桃ちの、1997年9月号 - 2008年8月号）
- 水のように（なりゆきわかこ、1997年10月号 - 1998年12月号）
- キャッチ・ミーII（こだま学、1999年1月号 - 2002年9月号）
- Making OF 結婚式（千里唱子、1999年1月号 - 2009年5月号）
- ソーセージ☆まーち（関根亮子、1999年2月号 - 2007年6月号）
- 女クラのおきて（師走冬子、2000年3月号 - 2006年8月号）
- スーパーOL バカ女の祭典（山田まりお、2000年3月号 - 2008年7月号）※『まんがタイム』『まんがタイムオリジナル』でも並行連載
- ラディカル・ホスピタル（ひらのあゆ、2000年4月号 - 2006年4月号）※『まんがタイム』に転籍
- のんコレクション（浜口乃理子、2000年5月号 - 2007年8月号）※ストーリー形式
- ひなたぼっこばとる（尾形未紀、2001年1月号 - 2007年3月号）※ストーリー形式
- ねこぶくろ（下地のりこ、2001年1月号 - 2009年3月号）
- 微妙なお容姿頃（笹野ちはる、2001年1月号 - 2007年3月号）
- GO!GO!ガールズライフ（小笠原朋子、2001年6月号 - 2004年3月号）
- パジャマでNight（秋吉由美子、2002年1月号 - 2007年1月号）
- 奥様は女子大生（たかまつやよい、2002年2月号 - 2007年4月号）
- 特ダネ三面キャプターズ（海藍、2002年4月号 - 2005年9月号、休載期間あり）
- よろしく神田さん（大乃元初奈、2002年12月号 - 2004年8月号、2005年7月号 - 2005年10月号）
- 私が会社に行く理由（松山花子、2003年10月号 - 2007年3月号）
- お湯屋へようこそ〜天然温泉女将の素〜（湖西晶、2004年4月号 - 2005年11月号）※『お湯屋へようこそ』の題名でまんがタイムKRコミックスのレーベルより単行本化
- パニクリぐらし☆（藤凪かおる、2004年4月号 - 2010年6月号）※2010年7月号に外伝『パニクリ福話』掲載
- おしえて先生!（牛乳リンダ、2004年12月 - 2007年9月号）
- Spring!!（小池恵子、2004年12月号 - 2008年5月号）
- 夜明けのダンディー（しまこ美季、2006年4月号 - 2009年4月号）※2006年4 - 5月号はゲスト扱い）
- ミス・ポピーシードのメルヘン横丁（山本ルンルン、2006年5月号 - 2008年8月号）※ストーリー形式
- 乙姫各駅散歩（矢直ちなみ、2006年8月号 - 2009年3月号）『まんがタイムジャンボ』に転籍、終了
- カフェらった!（柚月もなか、2006年10月号 - 2010年4月号、休載期間あり）※2006年10 - 12月号はゲスト扱い
- ただいま勉強中（辻灯子、2007年3月号 - 2009年3月号）※2008年11月号より前は隔月連載。『まんがタイムオリジナル』に転籍、終了
- わいるど・わんだふる（笹野ちはる、2007年4月号 - 2009年4月号）
- 先生はお兄ちゃん。（テンヤ、2007年5月号 - 2010年2月号）※2007年1月号、3 - 4月号ゲスト掲載、『まんがタイムジャンボ』にて並行連載
- ヒーロー警報!（トノ・アンナ、2007年6月号 - 2010年7月号）
- MISHIMAデパートメンズ館（松山花子、2007年7月号 - 2009年3月号）※隔月連載、『まんがタイムスペシャル』に転籍、終了
- どこ行く?（鳴海柚来、2007年7月号 - 2008年12月号）
- ミニっき えにっき（ナントカ、2007年7月号 - 2009年12月号）※ストーリー形式
- 天下いち! ソード（渡辺ゆづる、2007年2月号、8月号 - 2008年8月号隔月掲載）※長期間ゲスト扱いのまま終了
- ポンチョ。（高嶋ひろみ、2007年10月号 - 2009年4月号）※長期間不定期ゲスト（この期間は「南京ぐれ子」名義）から正式連載化を経て『まんがタイムスペシャル』に転籍
- らくごのムスメ（神田うらら、2008年3月号 - 8月号）※長期間ゲスト扱いのまま終了
- ペンとチョコレート（ねむようこ、2008年9月号 - 2010年6月号）※ストーリー形式
- いとしのフェルナンド（山本ルンルン、2008年10月号 - 2010年2月号）※隔月連載、ストーリー形式
- たたかえ! WACちゃん 〜女性自衛官のススメ〜（花津ハナヨ、2009年4月号 - 2010年1月号）※ストーリー形式
- 縁側ごはん（河内遙、2009年1月号 - 2010年3月号）※ストーリー形式
- リカってば!（長谷川スズ、2009年5月号 - 10月号）※『まんがタイムジャンボ』より転籍、ストーリー形式
- できる女には秘密がある（浅谷歩、2009年7月号 - 2010年10月号）※7 - 12月号はゲスト扱い
- アイホームあかり（三国桃子、2009年7月号 - 2009年12月号）※長期間ゲスト扱いのまま終了
- 白衣とリボン（荻野眞弓、2009年9月号 - 2010年1月号）※『まんがタイムジャンボ』より転籍
- 僕は泣く。（ふじのはるか、2009年12月号 - 2010年5月号）
- 空に唄えば（伊藤彩、2010年1月号 - 2010年6月号）

## 表紙の変遷
4コマ誌においては、他のジャンルの漫画雑誌と異なり、表紙イラストが1名の作家によって複数月連続して担当される、という特徴がある。ここでは、本誌の表紙イラストを担当していた作家・作品と、その担当していた期間を記す。まんがタイム7本誌の中で最も表紙の変更が多い（これは1999年2月 - 10月号まで毎月変化しているためである）。
1. こだま学（わたしひとえでーす）（創刊号、1993年4月号 - 1993年8月号）
こだま学（ナオミだもん）（1993年10月号 - 1999年1月号）
2. 小池田マヤ（すーぱータムタム）（1999年2月号、4月号、8月号、10月号）
3. こだま学（キャッチ・ミーII）・千葉なおこ（OLパラダイス）合同表紙（1999年3月号、5月号）
4. 森本みゆき（きまぐれ三重奏）（1999年6月号）
5. 胡桃ちの（つなみティーブレイク）（1999年7月号、9月号、2001年5月号 - 2001年7月号、2004年1月号 - 2007年3月号）
6. 千葉なおこ（OLパラダイス）（1999年11月号 - 2001年4月号、2001年9月号 - 2002年12月号）
千葉なおこ（オクトパスサーカス）（2003年1月号 - 2003年2月号）
7. ひらのあゆ（ラディカル・ホスピタル）（2001年8月号）
8. 山田まりお（スーパーOLバカ女の祭典）（2003年3月号 - 2003年5月号）
9. おーはしるい（会計チーフはゆーうつ）（2003年6月号 - 2003年12月号）
おーはしるい（Welcome! つぼみ園）（2007年11月号 - 2011年1・2月合併号）
10. 藤凪かおる（パニクリぐらし☆）（2007年4月号 - 2007年11月号）（※2007年11月号はおーはしるいとの合同表紙）
11. HERO（はじめのちひろ）（2011年3月号 - 2011年7月号、最終号）

## 特集対象作家
- 2010年1月号、6月号、11月号 - 大乃元初奈
- 2010年2月号 - 師走冬子
- 2010年3月号、7月号 - 藤凪かおる
- 2010年4月号、8月号、10月号 - 辻灯子
- 2010年5月号 - 芳原のぞみ
- 2010年9月号 - 松田円